# Огорелишева Олена Сергіївна
Олена Сергіївна Огорелишева (25 грудня 1987, Мінськ) — білоруська громадська діячка та гендерна дослідниця, феміністка, квір-активістка. Дослідниця соціології, антропології з питань статі, індустрії моди та стилю, реалізації прав ЛГБТК+. Займається розробкою та управлінням проєктами в громадських організаціях. Тренерка та розробниця освітнього курсу «Агенти змін проти домашнього насильства» при Білоруській асоціації молодих християнських жінок.

## Біографія
Народилася 25 грудня 1987 року в Мінську. Закінчила Білоруський державний університет за фахом «Інформація та комунікації» та Європейський гуманітарний університет у галузі гендерних досліджень. 
Працювала в Національній академії наук Білорусі молодшою науковою співробітницею, менеджеркою проєктів у закладі «Нова Євразія». З часів студентства задіяна у кількох додаткових сферах: у 2009 — міжнародний курс з управління проєктами від Британської Ради «Intercultural Navigators», у 2010 — PR-стажистка, Інститут зі зв'язку з громадськістю (Institute of Public Relations). У 2011 — 2012 роках приходила стажування в Інституті дизайну імені Мохой-Надь (Moholy-Nagy Művészeti Egyetem, Угорщина), а у 2016 році — в Університеті Сьодерторн у кафедрі гендеру (Södertörns högskola, Швеція). З 2010 по 2014 рік працювала журналісткою та менеджеркою на сайті «Альтернативна молодіжна платформа». У 2013 — 2014 роках була науковою співробітницею та координаторкою проєктів в Інституті політичних досліджень «Політична сфера» (Каунас-Мінськ). З 2014 року завдяки навчальному курсу при Білоруській молодіжній громадській асоціації «Нові обличчя», має сертифікат тренерки з форум-театру. У 2017 році з відзнакою закінчила Європейський гуманітарний університет. У 2017 році працювала вчителькою у барановицькому жіночому білорусько-німецькому фестивалі «RaCAMAha».
Огорелишева досліджувала проблеми представлення хворих на рак, а особливо жінок, хворих на рак молочної залози, у сучасному суспільстві. З 9 по 18 червня 2017 року брала участь в інтерактивному проєкті з питання «Забороните неможливо/неможливе» з промовою «Анкатела — (не)нормативне тіло».
У 2017 — 2018 роках була національною консультанткою ЮНІСЕФ.
У 2018 році працювала керівницею проєкту та координаторкою фестивалю квір-кіно DOTYK, а також координаторкою у Громадському центрі з питань ЛГБТК+ та їхніх близьких.
У 2018 — 2020 роках керувала відділом гендерної концентрації в Європейському коледжі Liberal Arts у Білорусі (Мінськ).

## Вибрані публікації
- Огорелышева Е. С. Женщины и наука. Положение женщин в структуре высших учебных заведений // Соціальні практики формування ґендерної чутливості й толерантності / Матеріали Всеукраїнської науково-практичної конференції з міжнародною участю, м. Черкаси, 1-3 грудня 2016 р. / упорядник Н. І. Земзюліна — Черкаси: Чабаненко Ю., 2016. — 192 c.
- Огорелышева Е. С. Контракт с правом на битье: домашнее насилие в отношении женщин // Роль женщины в развитии современной науки и образования : сборник материалов Международной научно-практической конференции, 17-18 мая 2016 г., Минск / БГУ ; редкол.: И. В. Казакова, А. В. Бутина, И. В. Олюнина. — Минск : БГУ, 2016.
- Огорелышева Е. Онкотело — (не)нормативное тело. (Транскрипт доклада)[12]
- Алена Агарэлышава. Вобраз і медыум: паміж навукай і відовішчам. Рэцэнзія на кнігу Сарна А. Образ и медиум: визуальный текст в массовой коммуникации: сборник статей (2012) // Палітычная сфера № 21 (2) 2013. Інтэлектуальная сітуацыя. С.148-154.[13]
- Aharelysheva, A. Visual map of Hungarian designers’ brands / A. Aharelysheva // Analysis of International Visegrad Fund — 2011.